# Bibbulmun Track

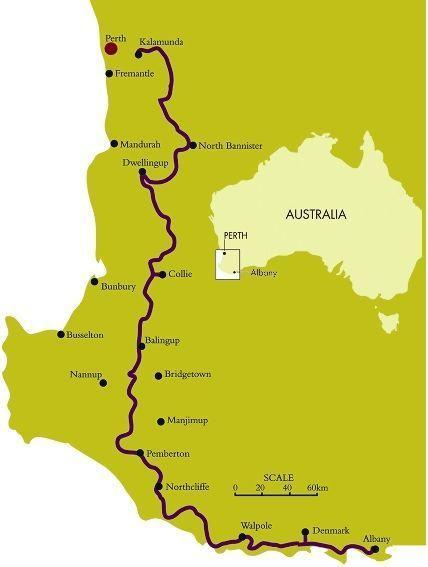
Der Bibbulmun Track verläuft zwischen Kalamunda und Albany

Der Bibbulmun Track ist ein 1003 Kilometer langer Fernwanderweg in Western Australia.
Benannt ist der Weg nach den Bibbulmun oder Noongar, indigene Australier, die im Südwesten von Western Australia leben.
Aus der Noongar-Kultur stammt auch das mythische Wesen Wagyl (auch Waugal oder Waagal), das auf den gelb-schwarzen Wegzeichen des Bibbulmun Tracks abgebildet ist.

## Verlauf
Der Bibbulmun Track führt von Kalamunda, östlich von Perth, nach Albany.
Der Weg ist in 58 Etappen unterteilt und führt durch die Orte Dwellingup, Collie, Balingup, Pemberton, Northcliffe, Walpole sowie Denmark. An den Endpunkten der Etappen sind jeweils eine zu drei Seiten geschlossene Schutzhütte, Zeltmöglichkeiten, Wassertanks und ein Plumpsklo sowie Picknick-Tische vorhanden.
Gepflegt wird der Bibbulmun Track vom Western Australian Department of Parks and Wildlife (DPaW) und der Bibbulmun Track Foundation. Generell ist der Weg ganzjährig begehbar, doch die besten Zeiten für eine Wanderung liegen in den kühleren Jahreszeiten zwischen April und Anfang November. Für Mountainbike-Touren steht parallel zum Wanderweg mit dem Munda Biddi Trail ein eigener Offroad-Radwanderweg bereit.